# Likosaari (ö i Södra Savolax, Nyslott, lat 62,50, long 28,54)
Likosaari är en ö i Finland. Den ligger i sjön Kermajärvi och i kommunen Heinävesi i den ekonomiska regionen  Nyslotts ekonomiska region  och landskapet Södra Savolax, i den sydöstra delen av landet, 300 km nordost om huvudstaden Helsingfors. Öns area är 6,7 hektar och dess största längd är 460 meter i öst-västlig riktning.